# Пятьдесят седьмая школа
Московская школа № 57 (ГБОУ города Москвы «Пятьдесят седьмая школа», сокращённо ГБОУ Школа № 57) — государственное учреждение образования в Москве, состоящее из двух начальных школ и одной старшей школы. Основана в 1877 году как реальное училище.

## История
Школа ведёт свою историю от частного реального училища, основанного в 1877 году выдающимся деятелем образования действительным статским советником Карлом Карловичем Мазингом, которого впоследствии называли «дедушкой рабфаков». Это училище представляло собой одно из самых передовых средних учебных заведений научно-технического профиля Москвы. Поначалу училище размещалось в арендованных помещениях (в 1897 году — в доме Куманина в Ваганьковском переулке). В 1901 году на средства К. К. Мазинга на принадлежащем ему участке земли (в 1899 году был приобретён на имя его жены Елизаветы Николаевны Мазинг) для училища было построено специальное здание (современный адрес Малый Знаменский переулок, д. 7, стр. 5), в котором училище находилось вплоть до закрытия в 1918 году. В 1912 году рядом с училищем был построен доходный дом, одну из квартир в котором занял сам К. К. Мазинг.

### Советский период
После революции в 1918 году училище было преобразовано в школу № 4 Хамовнического района. Она была экспериментальной и сначала называлась «Опытной школой эстетического воспитания под руководством Наталии Сац и Сергея Розанова», а затем «Школой эстетического воспитания имени Л. Б. Каменева». В духе своего времени это был полуинтернат, где дети были заняты полный день: до двух часов занимались общеобразовательными предметами, после обеда и отдыха занимались «эстетическими предметами»: ритмикой, драматургией, рисованием, лепкой, пением, и тому подобным. Школа была связана со многими деятелями искусств, директором некоторое время была Наталия Сац.
Школа была очень популярна. В ней, в частности, учились дети многих руководителей партии и государства (например, дети Сталина, Молотова, Куйбышева, Семашко, Фрунзе, Литвинова, Лазо и других советских деятелей).
События, произошедшие в школе, стали в 1936 году причиной знаменитого указа «О педологических извращениях в системе Наркомпросов», с которого началась «борьба с педологией», завершившаяся разгромом педологического движения.
4-я школа была реорганизована в семилетнюю школу — Фабрично-заводскую семилетку (ФЗС), основной задачей которой было установление «связи школы с жизнью». Чуть позже, в связи с переходом на десятилетнее обучение, школа была преобразована в десятилетку с присвоением ей номера 57. 1 апреля 1943 года в школе была организована учебно-производственная мастерская, включавшая в себя трикотажную, сапожную и швейную мастерскую, в которой работали 500 учеников. В 1943 году школа получила благодарность И. В. Сталина.
В 1966—1968 годах здание школы было закрыто на капитальный ремонт. В ходе ремонта были заменены деревянные междуэтажные перекрытия, расширены коридоры, а оставшиеся от К.Мазинга дубовые двери заменены на более современные со стеклянными вставками. Также были сделаны другие конструктивные изменения, однако мраморные ступени главной лестницы между 2 и 3 этажами остались нетронутыми (они были заменены только в конце 1990-х годов).
Значимым событием стала организация в 1968 году математических классов. Высокий уровень обучения вернул школе популярность. Первый «маткласс» был набран под руководством Н. Н. Константинова. В 1973 году в школе были созданы биологические классы, основанные Галиной Анатольевной Соколовой. Состоялось семь наборов в эти классы, после чего (в 1984) они были переведены в школу № 520.
Школа была популярна у московской еврейской интеллигенции.
В 1987 году по мнению А. Х. Шеня в 57 школе была успешно применена «военная хитрость»: к списку школьников, направленному для утверждения в райком, были дописаны наугад выбранные русские фамилии (кто из списка потом поступил в школу, а кто нет — райком не проверял).
В 1989 году в школе были открыты гуманитарные классы. Инициатором и классным руководителем первого набора стала учитель литературы З. А. Блюмина.

### Современная школа
В 2008 году школа дополнительно к основному зданию заняла здание малоукомплектованной школы № 40 в районе Хамовников, недалеко от станции метро «Фрунзенская», которая была слита со школой № 34. В настоящее время в этом здании занимаются ученики младших классов школы № 57, а старшеклассники учатся в основном здании школы.
В 2009 году поступить в школу из-за высокого конкурса было достаточно сложно.
В 2011—2012 годах входила в первую десятку по числу победителей всероссийских олимпиад по различным предметам, в рейтинге лучших школ Москвы по результатам ЕГЭ и олимпиад в 2011—12 учебном году заняла второе место. Одна из школ Москвы, где в течение многих лет до 2011 года шла работа с одарёнными детьми и был накоплен большой опыт такой работы.
В 2013 году начались занятия в третьем здании (Хамовнический Вал, дом 26; бывшая школа № 168) недалеко от станции метро «Спортивная».
По итогам 2018−2019 учебного года вошла в топ-20 рейтинга московских школ и получила Грант первой степени.

## Школьный музей
Во втором здании школы расположен Музей боевой славы 3-го Гвардейского Котельниковского танкового корпуса имени Героя Советского Союза Бориса Дмитриевского. Он посвящён боевому пути, который прошёл 3-й гвардейский танковый корпус, жизни и подвигу Б. Н. Дмитриевского. В музее представлены экспонаты времён Великой Отечественной войны, карты, книги и портреты, оформлены юбилейные экспозиции. Музей всегда открыт и посещаем школьниками.

## Традиции
- Первая суббота февраля — по традиции празднуется День рождения школы[31].
- В школе используется так называемая система листков, оригинальный метод преподавания математического анализа. Ученик изучает предмет, отвечая на вопросы учителя. При этом за каждым из преподавателей на всё время обучения в математическом классе закреплены три-четыре ученика[32][33].

## Руководство
Директора школы по году назначения:
- 1877 — Мазинг, Карл Карлович
- 1913 — Модестов, Алексей Яковлевич
- 1925 — Сац, Наталия Ильинична[9]
- 19?? — Н. И. Поздняк[уточнить]
- 1974 — Лапушкина, Нина Евгеньевна[34]
- 1986 — Менделевич, Сергей Львович[34]
- 2016 — Тверской, Александр Сергеевич (из лицея № 1581)[35]
- 2017 — Случ, Михаил Ильич (из школы № 1060)[36]
- 2020 — Вахнеева, Анна Алексеевна (из школы № 1517)[37].

## Известные учителя и выпускники
- Преподаватели 57 школы
- Ученики и выпускники 57 школы, о которых есть статьи в русской Википедии

## Скандал вокруг школы
В конце августа 2016 года школа была вовлечена в крупный скандал. Журналистка Meduza Екатерина Кронгауз сообщила на своей странице в «Фейсбуке», что из школы был уволен преподаватель истории, который, по её словам, «крутил романы» с ученицами, и об этом все знали больше шестнадцати лет. Это вызвало внимание средств массовой информации.
Две бывших ученицы открыто заявили в социальных сетях, что у них были сексуальные связи с учителем истории. Некоторые выпускницы школы дали положительные отзывы о нём. Преподаватель Надежда Шапиро сказала, что ей сообщали о связи школьниц с учителем. Обсуждение скандала заинтересовало Следственный комитет Российской Федерации, начавший доследственную проверку.
2 сентября, по словам учителя школы Сергея Волкова, заместитель директора Екатерина Вишневецкая фактически вынудила написать заявление об увольнении троих учителей: самого Волкова, Надежду Шапиро и Наталию Сопрунову, комментировавших историю со школой и инициировавших расследование против подозреваемого преподавателя.
3 сентября учащиеся, выпускники и их родители собрались у главного здания школы для встречи с руководством и выразили поддержку усилий администрации по сохранению школы и её педагогического коллектива.
Ряд выпускников школы 5 сентября обвинил другого преподавателя, Б. М. Давидовича, в сексуальных контактах с учениками мужского пола.
6 сентября директор школы С. Л. Менделевич был уволен.
23 января 2017 года Хамовнический суд Москвы заочно предъявил обвинения по части 4 статьи 135 УК РФ бывшему преподавателю истории Б. М. Меерсону и бывшей ученице этой школы М. А. Немзер; 26 января тот же суд вынес решение об их заочном аресте. В связи с этими судебными решениями они были объявлены в международный розыск.